# Густав Шебеш
Густав Шебеш (угор. Sebes Gusztáv; 22 січня 1906, Будапешт — 30 січня 1986, Будапешт), справжнє ім'я Густав Шаренпек (угор. Scharenpeck Gusztáv) — угорський футболіст і тренер. Також працював заступником міністра спорту Угорщини. Автор концепції «соціалістичного футболу», ранньої версії «тотального футболу». Під керівництвом Шебеша збірна Угорщини 32 матчі поспіль провела без поразок, що досі є національним рекордом країни, під час цього періоду угорці стали золотими медалістами Олімпіади 1952, чемпіонами
Центральної Європи 1953 року і срібними медалістами чемпіонату світу 1954.

## Кар'єра
Густав Шебеш народився в родині шевця. Він почав грати в клубі «Мюсакі Долгозок», а потім «Вашаші», що належав заводу, на якому працював Шебеш. Згодом Густав переїхав до Франції, депрацював монтером на заводі Renault у Білланкурі, одночасно з цим він грав за заводську команду «Олімпік». Після повернення в Угорщину Шебеш грав за клуб МОМ, а потім за МТК Хунгарія, пізніше перейменовану в просто «Хунгарія», партнерами Шебеша з клубу були Єне Кальмар і Паль Тіткош, які пізніше стануть помічниками Густава у збірній Угорщини. Під час його гри за «Хунгарію» Шебеш допоміг клубу тричі виграти чемпіонат Угорщини і один раз кубок Угорщини.
У 1948 році, після роботи з клубами «Сентлерінці», «Вайсс Манфред» і «Будафок», Шебеш погодився увійти до складу комітету, що керував збірною Угорщини, крім нього, в комітеті були ще дві людини — Бела Мандік і Габор Компоті-Клебер. Проте вже через рік, з призначенням Шебеші заступником міністра спорту Угорщини, йому доручили одноосібно очолювати національну команду. Шебеш відразу став будувати збірну за зразком Вундертім і збірної Італії 1930-х, які складалися переважно з гравців одного або двох клубів, це полегшувалося тим, що в січні 1949 року Угорщина була оголошена комуністичною державою, а клуб-лідер «Ференцварош» вважався невідповідним для цієї ідеї, через свою націоналістичну, в минулому, політику. Кращих гравців з інших клубів відправили в «Кішпешт» (згодом його перейменували в «Гонвед»), що знаходився на утриманні Міністерства оборони Угорщини. Так ідея Шебеша зробити національну команду на основі двох клубів (другим став МТК) втілилася. Приблизно в той же час головний тренер МТК почав використовувати схему 3-2-5, разом з використанням нової позиції на полі, яку назвали «відтягнутий центральний нападник», ці ідеї Шебеш відразу став використовувати у угорській збірній.
У 1952 році збірна Угорщини поїхала на Олімпійські ігри, де на шляху до півфіналу вони здобули в 5-ти іграх 5 перемог з колосальною різницею м'ячів 20-2, в півфіналі вони перемогли олімпійських чемпіонів минулої Олімпіади шведів, з рахунком 6:0, а у фіналі перемогли югославів 2:0. Потім послідувала серія товариських матчів, в яких угорці перемогли Англію, з якою зустрічалися на батьківщині родоначальників футболу (6:3), а в матчі-реванші в Будапешті розгромили англійців 7:1. Крім цього, команда перемогла у кубку Центральної Європи, набравши 11 очок при 5 перемогах, двох поразок і однієї нічиєї.
У 1954 році Угорщина поїхала на чемпіонат світу як фаворит. У груповій стадії команда здобула 2 перемоги у двох матчах з різницею голів 17:3. У чвертьфіналі угорці перемогли Бразилію 4:2; в цій грі, що отримала назву «Битва при Берні», відбулася бійка, в якій брали участь усі представники команд, зокрема, Шебеша в підтрибунному приміщенні вдарили розбитою пляшкою, після чого той був змушений звернутися до лікарні, де йому наклали 4 шви. У півфіналі Угорщина перемогла чемпіонів світу 1950 року, збірну Уругваю в додатковий час 4-2, а у фіналі Угорщина несподівано програла ФРН 2:3, хоча на груповій стадії розгромила ту ж команду 8:3, цей матч пізніше назвали «Диво в Берні». Після чемпіонату світу Угорщина почала нову смугу перемог з 18-ти матчів, яка закінчилася 19 лютого 1956 року, а 9 червня того ж року Шебеш був звільнений, після нічиєї з Португалією 2:2.
Після відходу зі збірної Шебеш працював адміністратором і тренером у клубах «Уйпешт Дожа», «Гонвед» і «Діошдьйор».

## Досягнення

### Як гравець
- Чемпіон Угорщини: 1928-29, 1935-36, 1936-37
- Володар кубка Угорщини: 1931-32

### Як тренер
- Олімпійський чемпіон: 1952
- Чемпіон Центральної Європи: 1953
- Віце-чемпіон світу: 1954

### Особисті
- Найкращий тренер в історії футболу — 24 місце (World Soccer)[3][4]